# Cultura de Jordania

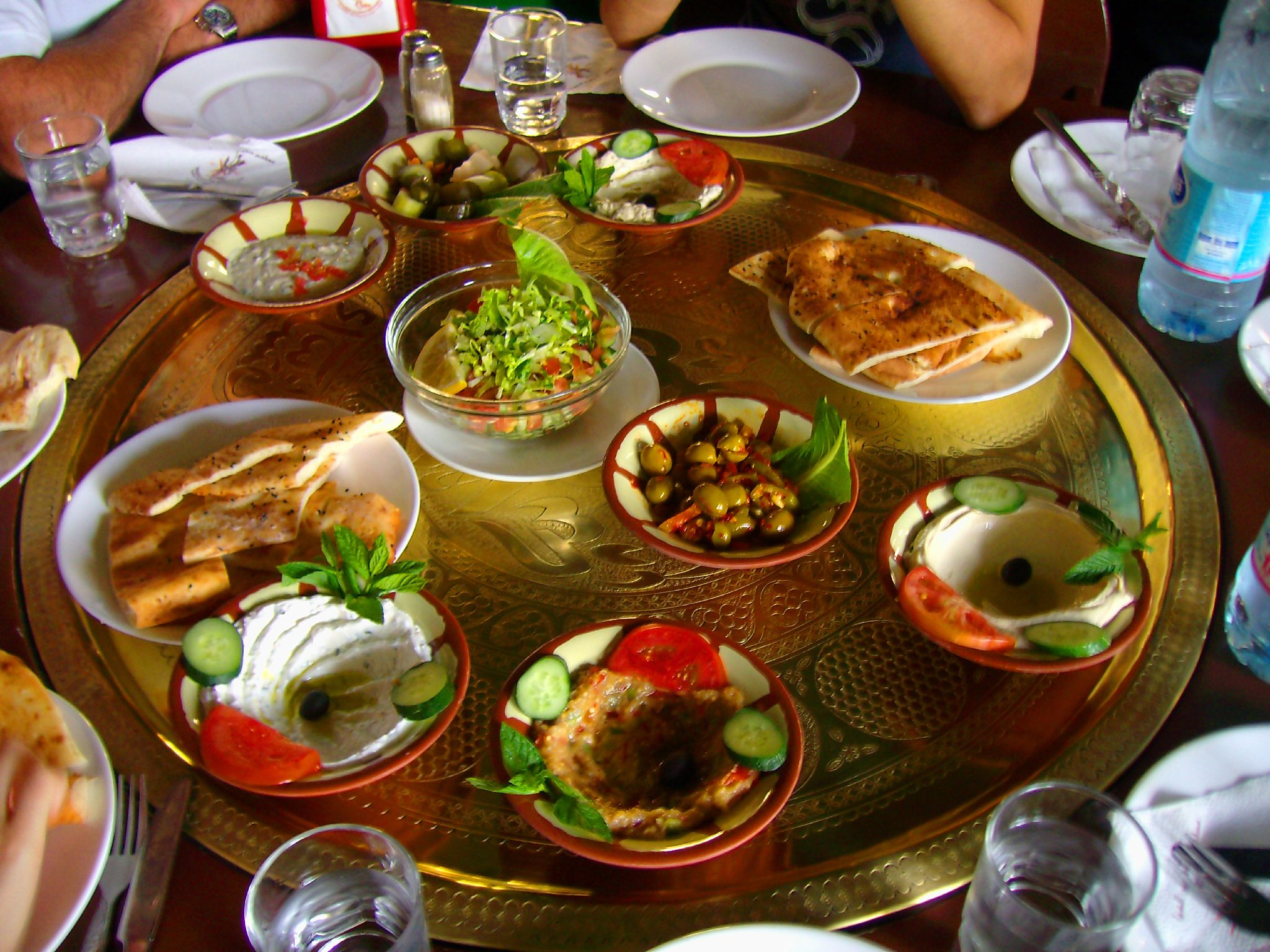
Un gran plato de mezes en Petra, Jordania.

La cultura de Jordania posee fuertes elementos árabes que se manifiestan en su lenguaje, valores, creencias y etnia. Aunque la sociedad también ha recibido el aporte de pueblos que han migrado y se asentaron en Jordania en el pasado tales como circasianos, armenios y chechenos, ellos se han asimilado en la sociedad y han contribuido diversidad y riqueza a la misma.
Jordania posee un patrón cultural diverso con numerosos artistas, sectas religiosas y grupos étnicos atraídos por la reputación de Jordania en cuanto estabilidad y tolerancia.
Jordania se ha convertido en un centro de artistas iraqíes y palestinos en el exilio a causa de la violencia en estas regiones.

## Gastronomía

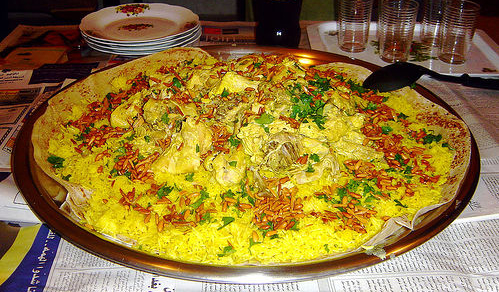
Mansaf, el plato nacional de Jordania.

El mansaf es un plato tradicional de la cocina jordana, tan popular que se puede decir que es el plato nacional de Jordania. Los principales ingredientes de este plato son cordero, arroz y un yogur seco denominado jameed. Se trata de un plato de origen beduino.

## Religión
El Islam es la religión oficial de Jordania. La mayoría del pueblo jordano es suní, con una minoría Cristiana de aproximadamente 5% de la población y pequeñas minorías de las  ramas chiita y Drusos. Jordania es relativamente abierta a otras religiones. Desde mediados de la década de 1980, el gobierno apoya una modalidad moderada de islamismo, en contraposición con fanatismos religiosos que prevalecen en otros países de la región.